# Indignité nationale
L'indignité nationale est un crime créé en France par l'ordonnance du 26 août 1944, durant la période d'épuration à la fin de la Seconde Guerre mondiale. Commis par un militaire ou un civil durant l'occupation allemande, ce crime est puni par la dégradation nationale, prononcée par des juridictions d'exception qui ont été constituées durant cette période. L'infraction est supprimée en 1951.
Philippe Pétain est le seul chef d'État français à avoir été reconnu coupable d'indignité nationale et condamné pour ce motif bien qu'en vertu de l'ordonnance du 9 août 1944 son mandat de chef de l’État est considéré comme nul.

## Éléments constitutifs du crime
Constitue le crime d'indignité nationale le fait d'avoir « postérieurement au 16 juin 1940, soit sciemment apporté en France ou à l'étranger une aide directe ou indirecte à l'Allemagne ou à ses alliés, soit porté atteinte à l'unité de la Nation ou à la liberté des Français, ou à l'égalité entre ceux-ci » (ordonnance du 26 décembre 1944).
Au vu de l'ordonnance du 26 décembre 1944, l'adhésion à certains partis ou mouvements (Milice, LVF, PPF, etc.), la participation à certains actes (expositions en faveur de l'Allemagne ou de ses doctrines) ou l'exercice de certaines fonctions (emplois supérieurs dans les services de propagande, au commissariat général aux questions juives, etc.) relèvent notamment du crime d'indignité nationale.

## Procédure

### Juridictions compétentes
La qualification juridique du fait d'indignité nationale peut être retenue à titre accessoire (moins souvent à titre principal) par la Haute Cour de justice ou les cours de justice compétentes pour des actes de collaboration punis par les textes de droit commun, ou à titre principal par les chambres civiques rattachées aux cours de justice, pour les actes de collaboration non punis par les textes de droit commun. Elle peut être suspendue si le condamné se réhabilite par des actions de guerre ou de résistance.

### Rétroactivité
Conçue pour réprimer les faits de collaboration avec l'Allemagne nazie durant l'Occupation, cette infraction pénale peut s'appliquer à des peines antérieures à sa promulgation. Certains ouvrages doctrinaux remettent en question cette caractéristique, tant pour des raisons politiques que juridiques :

« Les agissements criminels des collaborateurs de l’ennemi n’ont pas toujours revêtu l’aspect de faits individuels caractérisés susceptibles de recevoir une qualification pénale précise, aux termes d’une règle juridique soumise à une interprétation de droit strict ; ils ont souvent composé une activité antinationale répréhensible en elle-même. Par ailleurs, les sanctions disciplinaires qui écartent les fonctionnaires indignes de l’administration laissent en dehors de leur champ d’application les autres catégories sociales. Or, il est aussi nécessaire d’interdire à certains individus diverses fonctions électives économiques ou professionnelles qui donnent une influence politique à leurs titulaires que d’en éliminer d’autres des cadres administratifs.
Le concept d’indignité nationale […] répond à l’idée suivante : tout Français qui, même sans enfreindre une règle pénale existante, s’est rendu coupable d’une activité antinationale caractérisée s’est déclassé ; il est un citoyen indigne dont les droits doivent être restreints dans la mesure où il a méconnu ses devoirs. Une telle discrimination juridique entre les citoyens peut paraître grave, car la démocratie répugne à toute mesure discriminatoire. Mais le principe d’égalité devant la loi ne s’oppose pas à ce que la nation fasse le partage des bons et des mauvais citoyens à l’effet d’éloigner des postes de commandement et d’influence ceux des Français qui ont méconnu l’idéal et l’intérêt de la France.
La question de la non-rétroactivité ne doit pas se poser à propos de l’indignité nationale. Il ne s’agit pas en effet de prononcer une peine afflictive ou même privative de liberté, mais d’édicter une déchéance. Le système de l’indignité nationale ne trouve pas sa place sur le terrain de l’ordre pénal proprement dit ; il s’introduit délibérément sur celui de la justice politique où le législateur retrouve son entière liberté. »

Les juristes de la Résistance comme René Cassin ou Léon Julliot de La Morandière (président de la commission de réforme du code civil en juin 1945) considèrent qu'on ne peut interpréter de manière extensive des dispositions du code pénal et justifient cette rétroactivité par un triple argument : le crime d'indignité nationale représente le remplacement rétroactif d'une peine plus lourde (peine de mort pour crime d'intelligence avec l'ennemi et de lèse-nation) par une autre plus légère (lex mitior (de), « loi plus douce ») ; il sanctionne des actes inconnus dans la tradition républicaine ; cette incrimination est temporaire, l'infraction ne pouvant être constatée que six mois après la Libération totale du territoire fixée au 8 mai 1945 mais pouvant être jugée jusqu’en 1951.

### Voie de recours
Pourvoi en cassation pour le motif d'atteinte aux droits essentiels de la défense (le pourvoi n'est pas suspensif).

### Peine encourue
L'indignité nationale est punie de la peine de la « dégradation nationale », à perpétuité ou à temps (cinq ans et plus). La dégradation nationale entraîne la mise au ban du condamné et fait partie des peines afflictives et infamantes. Il perd bon nombre de droits :
- exclusion du droit de vote,
- inéligibilité,
- exclusion des fonctions publiques ou semi-publiques,
- perte du rang dans les forces armées et du droit à porter des décorations,
- exclusion des fonctions de direction dans les entreprises, les banques, la presse et la radio, de toutes fonctions dans des syndicats et organisations professionnelles, des professions juridiques, de l'enseignement, du journalisme, de l'Institut de France,
- interdiction de garder ou porter des armes.

Le tribunal peut également prononcer des interdictions de séjour du condamné sur le territoire et la confiscation de tout ou partie des biens. Le versement des retraites est également suspendu.

## Personnes frappées de 1944 à 1951
On compte 50 223 cas de dégradation nationale à titre principal (3 578 par les cours de justice et 46 645 par les chambres civiques), et 3 184 peines suspendues « pour faits de résistance ». En tout, près de 100 000 personnes sont condamnées à la peine de dégradation nationale à titre principal et complémentaire, ce qui en fait la sanction la plus appliquée durant cette période. On note, parmi les condamnés, Philippe Pétain, Pierre Laval, Charles Maurras, Jacques Chevalier, Louis-Ferdinand Céline, Corinne Luchaire.
Ce chef d'accusation n'est plus utilisé à la suite de la loi d'amnistie de 1951,.

## Attentats de 2015
Après les attentats de janvier 2015 en France, le président François Hollande étudie la possibilité de rétablir l'indignité nationale comme chef d'inculpation pour les citoyens français ayant contribué à une entreprise terroriste. L'idée portée devant l'Assemblée nationale par le député UMP Philippe Meunier en novembre 2014 a, depuis la série d'attentats, été reprise par Nathalie Kosciusko-Morizet et Anne Hidalgo, envisagée par Jean-Christophe Cambadélis et Claude Bartolone. Marine Le Pen s'est de son côté prononcée contre cette mesure qu'elle estime être une « mesure gadget ».
Auteur d'un rapport parlementaire sur la question présenté le 25 mars 2015, le député PS Jean-Jacques Urvoas se prononce pour la « dégradation républicaine » plutôt que la dégradation nationale. Il cite l'historien du droit Jean-Louis Halpérin qui suggère d'étendre au terrorisme la perpétuité incompressible déjà prévue pour les meurtres avec viol ou torture sur mineur de quinze ans ou en bande organisée, et de l'assortir d'une peine complémentaire privant de droits civiques, familiaux, et bannissant l'accès à certaines professions. Certains historiens hors du monde politique et juridique défendent cette loi, comme Anne Simonin qui salue une « bonne loi, reposant sur une idée juste ». La loi aurait également permis, selon elle, de sauver des vies durant l'Épuration.